# Ruud van Nistelrooy
Rutgerus Johannes Martinus van Nistelrooij (født 1. juli 1976), kendt som Ruud van Nistelrooy, er en hollandsk fodboldtræner, og tidligere fodboldspiller, som senest var træner for Premier League-klubben Leicester City. Han spillede som angriber i sin karriere, og anses af mange som en af sin generations bedste spillere.

## Klubkarriere

### Tidlige karriere
Van Nistelrooy begyndte sin karriere hos Den Bosch, som på tidspunktet spillede i den næstebedste hollandske række Eerste Divisie. Hans store gennembrud kom i 1996-97, hvor han scorede 12 sæsonmål, og hermed lykkedes at få et skifte til Heerenveen i den bedste række.
Han spillede en enkelt sæson for klubben, før han i 1998 blev solgt til PSV i en aftale, som på tidspunktet gjorde ham til den dyreste spiller i hollandsk fodbold. Han scorede 31 mål i sin første sæson med klubben, og blev som resultat kåret som årets spiller i Holland.

### Manchester United
Van Nistelrooy skiftede i april 2001 til Manchester United. Han debuterede for klubben, og scorede sit debutmål, den 12. august i et 2-1 nederlag til Liverpool i Community Shield. Han scorede sit første hattrick for klubben den 22. december i en 6-1 sejr over Southampton. Han blev ved sæsonens udgang kåret til PFA Player of the Year.
Van Nistelrooy fortsatte den gode form ind i 2002-03 sæsonen, og endte med at vinde Golden Boot, da han med 25 mål sluttede som topscorer i Premier League. Han blev i sæsonen også kåret som Premier League Player of the Season, da United vandt mesterskabet.
Van Nistelrooy begyndte 2003-04 sæsonen med at score i de første to kampe, hvilke betød at han nu havde scoret i 10 Premier League kampe i streg. Dette var en ny rekord, som holdte frem til 2015, hvor den blev slået af Jamie Vardy. Sæsonen huskes dog bedst for en kamp mellem Arsenal og United den 21. september 2003, hvor at Van Nistelrooy brændte en straffespark i slutningen af kampen. Han blev herefter konfronteret af flere Arsenal spillere, hvilke udviklede sig til en mindre slåskamp, hvor at Van Nistrelrooy blev slået af Arsenals Martin Keown. Resultat af dette var at fem Arsenal spillere i alt blev givet bøder eller suspenderinger.
Van Nistelrooy missede store dele af 2004-05 sæsonen på grund af skader, men var dog med og scorede det første mål, da United slog Arsenal 2-0, og hermed gjorde ende på Arsenals 49 kampe lange stime uden nederlag.
Van Nistelrooys sidste sæson i Manchester blev 2005-06 sæsonen, hvor han sluttede med 21 sæsonmål. Sæsonen blev dog overskygget af en voksende konflikt mellem Van Nistelrooy og Alex Ferguson, som voksede efter Van Nistrelrooy havde et skænderi med Cristiano Ronaldo under en træningssession. Dette resulterede i, at han blev taget af holdet i sæsonens sidste kampe.

### Real Madrid
Van Nistelrooy skiftede i juli 2006 til Real Madrid. Han imponerede i sin debutsæson, da han scorede 25 mål, og sluttede som topscorer i ligaen da Real vandt mesterskabet.
Det lykkedes dog ikke for Van Nistelrooy at genskabe denne succes i de kommende sæsoner, især som resultat af skadesproblemer.

### Hamburger SV
Van Nistrelrooy skiftede i januar 2011 til Hamburger SV. Han spillede 44 kampe og scorede 17 mål i en halvanden sæson med klubben.

### Málaga
Van Nistelrooy skiftede i juli 2011 til Málaga CF. Han spillede en enkelt sæson med klubben, før han i maj 2012 annoncerede, at han indstillede spillerkarrieren.

## Landsholdskarriere
Van Nistelrooy debuterede for Hollands landshold den 18. november 1998. Han spillede 70 kampe og scorede 35 mål i sin tid med landsholdet.

## Trænerkarriere

### PSV
Van Nistelrooy begyndte sin karriere som ungdomstræner hos PSV i 2013, og arbejdede over de næste år i forskellige roller i klubbens akademi.
Van Nistelrooy blev i marts 2022 hyret som førsteholdstræner hos PSV. Han forblev i rollen frem til maj 2023, hvor han træk sig.

### Holland
Van Nistelrooy har været assistenttræner på Hollands landshold af to omgange. Først i 2014 under Guus Hiddink og igen i 2020 under Ronald Koeman.

### Manchester United
Van Nistelrooy vendte i juli 2024 tilbage til Manchester United, da han blev hyret som assistenttræner under Erik ten Hag. I oktober af samme år blev Ten Hag fyret, og Van Nistelrooy trådte herved ind som midlertidig cheftræner. Van Nistelrooy ledte United i fire kampe, hvilke resulterede i tre sejrer og en uafgjort, før han i november blev erstattet af Rúben Amorim. Efter diskussioner blev det besluttet, at Van Nistelrooy ikke ville blive del af Amorims trænerstab, og han forlod som resultat klubben.

### Leicester City
Van Nistelrooy blev i november 2024 hyret af Leicester City kort efter klubben havde fyret forrige træner Steve Cooper. Hans tid med klubben var dog ikke en succes, da han ikke kunne stoppe holdet fra at rykke ud af Premier League. Han forlod som resultat klubben ved sæsonens udgang.